# Alphasyllabaire gujarati
Vous lisez un « bon article » labellisé en 2007.
Cette page contient des caractères spéciaux ou non latins. S’ils s’affichent mal (▯, ?, etc.), consultez la page d’aide Unicode.
L’alphabet gujarātī (gujarātī : ગુજરાતી) est utilisé pour écrire le gujarati, langue indienne parlée entre autres au Gujarat, un État de l’ouest de l’Inde.
Il s’agit d’un alphasyllabaire très similaire à la devanāgarī utilisée pour écrire le hindi, mais sans la ligne supérieure caractéristique de cette écriture et qui diffère par quelques caractères.

## Histoire

### Origine
Comme la quasi-totalité des écritures indiennes, le gujarati descend de l’écriture brahmi,, plus précisément de l’écriture gupta. Le plus ancien document connu écrit en gujarati date de 1592.
L’écriture gujarati sert pour la langue gujarati, le kutchi, l'avestique, le sanskrit et un certain nombre[évasif] de dialectes gujeratis et rajasthanis. Elle est donc utilisée dans l’État du Gujarat en Inde, dans l'État du Rajasthan, à la Réunion, à Maurice, à Madagascar et dans quelques communautés indiennes d'Afrique ou du Pacifique.

## Caractéristiques générales

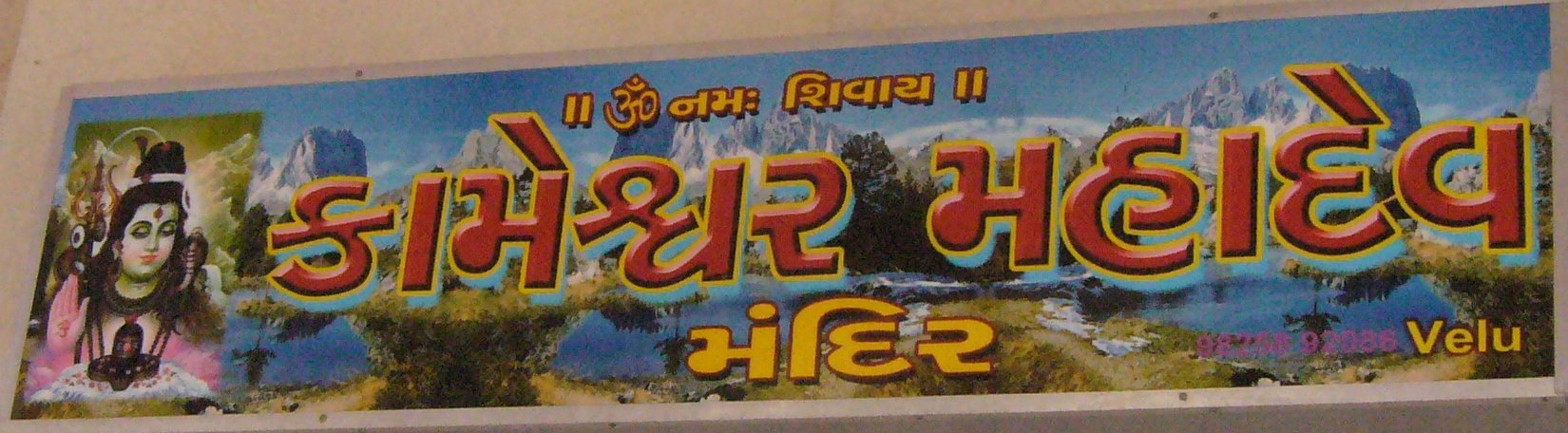
Enseigne d’un temple hindou.

L’écriture gujarati s’écrit horizontalement, de gauche à droite, ne fait pas de distinction entre majuscules et minuscules,.
Elle utilise maintenant les mêmes signes de ponctuation que l’alphabet latin. Il existe des variantes pour certains caractères.
C’est une écriture quasiment phonétique, où un symbole représente toujours le même phonème, même s’il existe quelques variations d’une langue ou d’un dialecte à l’autre. L’unité de base — appelée akshara (du sanskrit અક્ષર akṣara, signifiant « lettre, caractère ») — est constituée soit d’un groupement d’une ou plusieurs consonnes consécutives éventuellement suivies d’une voyelle, soit d’une voyelle seule. Lorsqu’une voyelle suit une consonne, elle est représentée par un signe diacritique attaché à cette consonne. Lorsque plusieurs consonnes se suivent, elles sont représentées par une ligature. L’akshara constitue souvent, mais pas toujours, une syllabe d’un mot.

## Exemple
Texte en gujarātī (langue gujarati)
પ્રતિષ્ઠા અને અધિકારોની દૃષ્ટિએ સર્વ માનવો જન્મથી સ્વતંત્ર અને સમાન હોય છે. તેમનામાં વિચારશક્તિ અને અંતઃકરણ હોય છે અને તેમણે પરસ્પર બંધુત્વની ભાવનાથી વર્તવું જોઇએ.
Le même texte en transcription latine
Pratiṣṭhā ane adikhārōnī druṣṭie sarva mānavō janmathī svatantra ane samān hoy che. Temanāmāṁ vicārśakti ane antaḥkaraṇ hōy che ane temaṇe paraspar bandhutvanī bhāvnāthī vartavuṁ jōie.
Traduction
Tous les êtres humains naissent libres et égaux en dignité et en droits. Ils sont doués de raison et de conscience et doivent agir les uns envers les autres dans un esprit de fraternité.

## L’alphasyllabaire

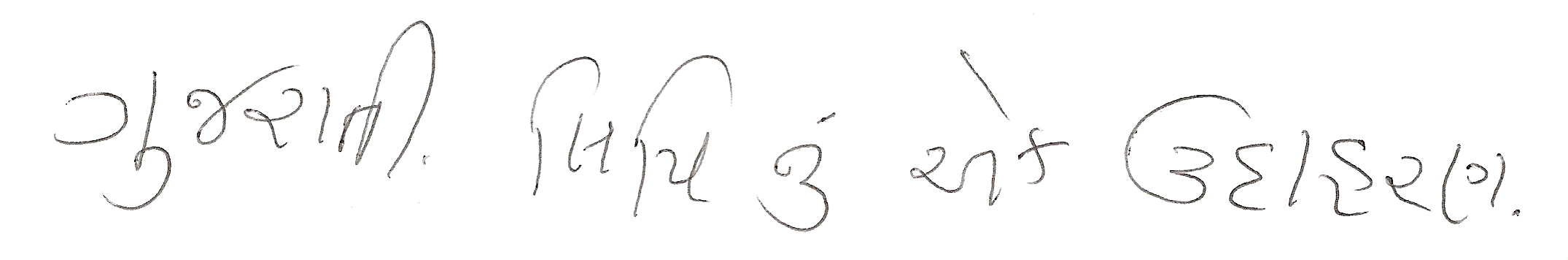
Exemple de gujarati manuscrit (ગુજરાતી લિપિનું એક ઉદાહરણ).

L’écriture gujarati différencie de façon fondamentale les voyelles des consonnes dans le fonctionnement de leur représentation.
Les noms des caractères sont composés en suffixant kār au caractère qu’on nomme. Ainsi le caractère હ s’appelle હકાર (hakār). Le caractère ક est aussi appelé kakko (કક્કો).

### Voyelles

La lettre ક accompagnée des mātrās (en rouge) associées respectivement aux voyelles અ, આ, ઇ, ઈ, ઉ, ઊ, ઋ, એ, ઐ, ઓ et ઔ.

Une voyelle peut être rendue par deux signes différents selon qu’elle suit une consonne (forme dépendante) ou non (forme indépendante) :
- dans le premier cas, la voyelle dépendante est représentée par un signe diacritique — appelé mātrā[16] (માત્રા) — qui peut être lié à droite, à gauche, en dessous ou au-dessus de la consonne après laquelle elle est prononcée ;
- dans le second cas, la voyelle indépendante est une akshara à part entière.

| Voyelle indépendante | Voyelle dépendante après પ | Transcription | Prononciation (API)  | Appellation de la matra   |
| -------------------- | -------------------------- | ------------- | -------------------- | ------------------------- |
| અ                    | પ (seul)                   | a             | [ʌ] ou [ǝ]           |                           |
| આ                    | પા                          | ā             | [ɑː]                 | kāno (કાનો)                 |
| ઇ                    | પિ                          | i             | [i]                  | hrasva-ajju (હ્રસ્વ-અજ્જુ)    |
| ઈ                    | પી                          | ī             | [iː]                 | dirgha-ajju (દીર્ઘ-અજ્જુ)     |
| ઉ                    | પુ                          | u             | [u]                  | hrasva-varaḍuṃ (હ્રસ્વ-વરડું) |
| ઊ                    | પૂ                          | ū             | [uː]                 | dirgha-varaḍuṃ (દીર્ઘ-વરડું)  |
| ઋ                    | પૃ                          | ṛ             | [ru]                 |                           |
| એ                    | પે                          | ē             | [e]                  | ek mātrā (એક માત્રા)         |
| ઐ                    | પૈ                          | ai            | [ɛ]                  | be mātrā (બે માત્રા)          |
| ઑ                    | પૉ                          | o             | o ouvert             |                           |
| ઓ                    | પો                          | ô             | [o]                  | kāno mātrā (કાનો માત્રા)       |
| ઔ                    | પૌ                          | au            | [au] (o ouvert long) | kāno be mātrā (કાનો બે માત્રા)  |

Il existe des formes particulières pour certains couples de consonne et voyelle. Ainsi [u] et [uː] ne s’écrivent pas avec les mātrās habituelles quand elles suivent un ર isolé, l’écriture avec [u:] modifiant même la forme de la consonne. Les mātrās sont généralement liées à l’extrémité supérieure droite de જ :
| Consonne | Voyelle indépendante | Voyelle dépendante |
| -------- | -------------------- | ------------------ |
| ર        | ઉ                    | રુ                  |
| ર        | ઊ                    | રૂ                  |
| જ        | આ                    | જા                  |
| જ        | ઈ                    | જી                  |
| જ        | ઓ                    | જો                  |
| જ        | ઔ                    | જૌ                  |
| દ        | ઋ                    | દૃ                  |
| હ        | ઋ                    | હૃ                  |

#### Nasalisation
La nasalisation est rendue par le signe diacritique anusvāra (અનુસ્વાર) se plaçant au-dessus de l’akshara, ici au-dessus de અ : અં.
| Voyelle indépendante non-nasalisée | Voyelle indépendante nasalisée | Voyelle dépendante après પ |
| ---------------------------------- | ------------------------------ | -------------------------- |
| અ                                  | અં                              | પં                          |
| આ                                  | આં                              | પાં                          |
| એ                                  | એં                              | પેં                          |
| ઓ                                  | ઓં                              | પોં                          |

#### Autres signes diacritiques
L’écriture gujarati dispose d’autres signes diacritiques se plaçant après une voyelle :
| Diacritique (ici après એ) | Appellation    | Fonction                                                                                  |
| ------------------------- | -------------- | ----------------------------------------------------------------------------------------- |
| એઃ                         | visarga (વિસર્ગ) | ne modifie habituellement pas la prononciation, utilisé dans les mots d’origine sanskrite |

### Consonnes
Lorsqu’une consonne n’est ni directement précédée ni directement suivie d’une autre consonne, elle est représentée par un symbole de base (forme pleine). Dans ce cas elle est prononcée suivie de la voyelle implicite [ə], ou parfois prononcée sans voyelle du tout. De nombreux glyphes de consonnes comportent une barre verticale appelée ḍaṇḍā.
Si la consonne est suivie du signe diacritique sanskrit virāma (વિરામ), aucune voyelle n’est prononcée. Ce signe est attaché en dessous du ḍaṇḍā final de la consonne pleine, ou centré dessous si le signe de la consonne pleine ne comporte pas de ḍaṇḍā : ક્ (ici accompagnant ક).
L’écriture gujarati distingue les consonnes occlusives aspirées de celles qui ne le sont pas, et les dentales des rétroflexes. Le tableau qui suit présente les consonnes selon la disposition classique (ordre phonétique) généralement utilisée.
|             | Sourdes non-aspirées | Sourdes aspirées | Voisées non-aspirées | Voisées aspirées | Nasales   |
| Vélaires    | ક [k] (k)            | ખ [kʰ] (kh)      | ગ [ɡ] (g)            | ઘ [ɡʱ] (gh)      | ઙ [ŋ] (ṅ) |
| Palatales   | ચ [c͡ç] (c)           | છ [c͡çʰ] (ch)     | જ [ɟ͡ʝ] (j)           | ઝ [ɟ͡ʝʱ] (jh)     | ઞ [ɲ] (ñ) |
| Rétroflexes | ટ [ʈ] (ṭ)            | ઠ [ʈʰ] (ṭh)      | ડ [ɖ] (ḍ)            | ઢ [ɖʱ] (ḍh)      | ણ [ɳ] (ṇ) |
| Dentales    | ત [t̪] (t)            | થ [t̪ʰ] (th)      | દ [d̪] (d)            | ધ [d̪ʱ] (dh)      | ન [n] (n) |
| Labiales    | પ [p] (p)            | ફ [pʰ] (ph)      | બ [b] (b)            | ભ [bʱ] (bh)      | મ [m] (m) |

|                   | Palatales | Rétroflexes | Dentales/Alvéolaires | Bilabiale/Glottale |
| Spirantes         | ય [j] (y) | ર [r] (r)   | લ [l] (l)            | વ [β̞] (v)          |
| Fricatives        | શ [ç] (ś) | ષ [ʂ] (ṣ)   | સ [s] (s)            | હ [ɦ] (h)          |
| Spirante latérale |           | ળ [ɭ] (ḷ)   |                      |                    |

#### Consonnes étrangères
Pour transcrire le son [z], l’écriture gujarati utilise le caractère ઝ dans lequel est inscrit un point appelé nukta : ઝ઼.

### Combinaisons

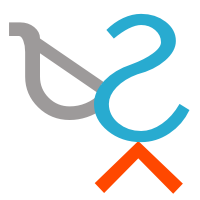
Combinaison de consonnes regroupant dans l’ordre ષ (en gris), ટ (en bleu) et ર (en rouge).

Quand plusieurs consonnes sont prononcées d’affilée (sans voyelle intermédiaire), l’écriture gujarati utilise des combinaisons de consonnes qui regroupent plusieurs symboles de consonnes formant une ligature. Elle peut être soit une simple compression graphique des consonnes attachées entre elles, soit un glyphe entièrement nouveau. Elle peut être complétée d’une voyelle sous forme de mātrā classique qui s’applique à l’ensemble de la combinaison créée. La ligature résultant d’une combinaison et son éventuelle voyelle forment un akshara.
Une combinaison peut aussi être représentée en apposant simplement un virāma à la première consonne.

#### Regroupement par la droite
Dans le cas général le plus simple, quand la première consonne (en forme pleine) est bordée à droite par un ḍaṇḍā, elle est combinée à l’autre en perdant son ḍaṇḍā et en se collant à la suivante.
| 1re consonne | 2e consonne | Combinaison |
| ------------ | ----------- | ----------- |
| સ            | ત           | સ્ત          |
| બ            | દ           | બ્દ          |
| ષ            | ય           | ષ્ય          |

#### Abréviation de la seconde consonne
Dans quelques cas, c’est la deuxième consonne de la combinaison qui est atrophiée, la première gardant sa forme initiale. Ainsi lorsque દ est la première consonne d’une combinaison, la deuxième vient en général se coller en bas à sa gauche après avoir perdu son ḍaṇḍā, દ reprenant par ailleurs dans ce cas la forme devanagari. Bien que bordée d’un ḍaṇḍā, શ peut prendre une forme spéciale — elle-même bordée d’un ḍaṇḍā — quand elle est la première d’une combinaison et que la deuxième consonne est વ, ર, ચ ou ન, la deuxième consonne venant alors se coller en bas à sa gauche. Cependant la forme habituelle avec une simple absence du ḍaṇḍā peut se rencontrer également. En première position d’une combinaison હ, elle, reçoit en bas à gauche la consonne suivante, ou bien s’ouvre par la droite.
| 1re consonne | 2e consonne | Combinaison |
| ------------ | ----------- | ----------- |
| દ            | વ           | દ્વ          |
| દ            | ધ           | દ્ધ          |
| શ            | વ           | શ્વ          |
| હ            | મ           | હ્મ          |
| હ            | વ           | હ્વ          |

#### Le cas de ર
La consonne ર prend des formes très particulières dans les combinaisons.
Si elle suit une consonne munie d’un ḍaṇḍā dans sa forme pleine, ર est généralement représentée sous la forme d’un segment oblique accroché en bas à gauche du ḍaṇḍā. Lorsque cette consonne précédente ne comporte pas de ḍaṇḍā, ર est représentée sous la forme d’un segment ou de deux segments obliques joints par le haut et attachés sous la consonne précédente en forme pleine.
Quand ર précède une autre consonne, elle est représentée sous forme d’un arc de cercle courbé vers la droite, placé en haut à droite de l’akshara (c’est-à-dire le groupe de consonnes qui suit et qui peut lui-même former une ligature ou être accompagné d’une voyelle dépendante) à laquelle elle appartient. Ce signe est appelé reph (રેફ).
| 1re partie | 2e partie | Combinaison |
| ---------- | --------- | ----------- |
| પ          | ર         | પ્ર          |
| ગ          | ર         | ગ્ર          |
| ટ          | ર         | ટ્ર          |
| ર          | ત         | ર્ત          |
| ર          | ચા         | ર્ચા          |
| ર          | ર         | ર્ર          |

#### Anusvāra
Lorsque la première consonne d’une combinaison est une nasale et est suivie d’une consonne de la même classe articulatoire, elle peut être représentée par un anusvāra placé sur l’akshara précédent,. Ainsi la labiale મ peut être affichée comme un anusvāra quand elle précède la labiale બ, la dentale ન quand elle précède la dentale ત ou સ, etc. Devant હ l’anusvāra représente la nasale vélaire.
|             | Devant             | l’anusvāra signifie | Exemple      |
| Vélaire     | ક, ખ, ગ, ઘ ou હ    | ઙ                   | પંખા = પઙ્ખા     |
| Palatales   | ચ, છ, જ ou ઝ       | ઞ                   | શેતરંજ = શેતરઞ્જ |
| Rétroflexes | ટ, ઠ, ડ ou ઢ       | ણ                   | ગુંડો = ગુણ્ડો     |
| Dentales    | ત, થ, દ, ધ, લ ou સ | ન                   | અંતર = અન્તર   |
| Labiales    | પ, ફ, બ ou ભ       | મ                   | સંભવ = સમ્ભવ   |

#### Cas particuliers
Il existe enfin des combinaisons particulières pour lesquelles les formes initiales sont très modifiées voire inapparentes.
| 1re consonne | 2e consonne | Combinaison |
| ------------ | ----------- | ----------- |
| ત            | ત           | ત્ત          |
| ત            | ર           | ત્ર          |
| દ            | દ           | દ્દ          |
| દ            | ય           | દ્ય          |
| દ            | મ           | દ્મ          |
| જ            | ઞ           | જ્ઞ          |
| ક            | ષ           | ક્ષ          |

## Autres symboles et ponctuation
| Symbole | Appellation                                                | Fonction                                                     |
| ------- | ---------------------------------------------------------- | ------------------------------------------------------------ |
| ।       | danda (डण्डा), (khadi) pai (खड़ी पाई) ou purna virama (पूर्ण विराम) | marque la fin d’un vers en poésie ou dans un texte religieux |
| ॥       | double danda                                               | marque de fin de paragraphe ou d’une strophe en poésie       |
| ॰       |                                                            | symbole d’abréviation placé après un akshara                 |
| ૐ       | Om̐                                                         | symbole sacré hindou Om̐                                      |

## Chiffres
Bien qu’étant parfois utilisée avec les chiffres arabes, l’écriture gujarati dispose de ses propres symboles pour ceux-ci, symboles portant chacun un nom :
| Chiffre arabe | Chiffre gujarati | Nom du symbole               |
| ------------- | ---------------- | ---------------------------- |
| 0             | ૦                | biṁdu (બિંદુ) ou miiṁḍuṁ (મીંડું)   |
| 1             | ૧                | ekḍo (એકડો)                   |
| 2             | ૨                | bagḍo (બગડો)                  |
| 3             | ૩                | tragḍo (ત્રગડો) ou tagḍo (તગડો) |
| 4             | ૪                | cogḍo (ચોગડો)                  |
| 5             | ૫                | paṁcḍo (પાંચડો)                 |
| 6             | ૬                | chagḍo (છગડો)                 |
| 7             | ૭                | saatḍo (સાતડો)                 |
| 8             | ૮                | aaṭhḍo (આઠડો)                 |
| 9             | ૯                | navḍo (નવડો)                  |

Ils sont empruntés à la brahmî.

### Fractions

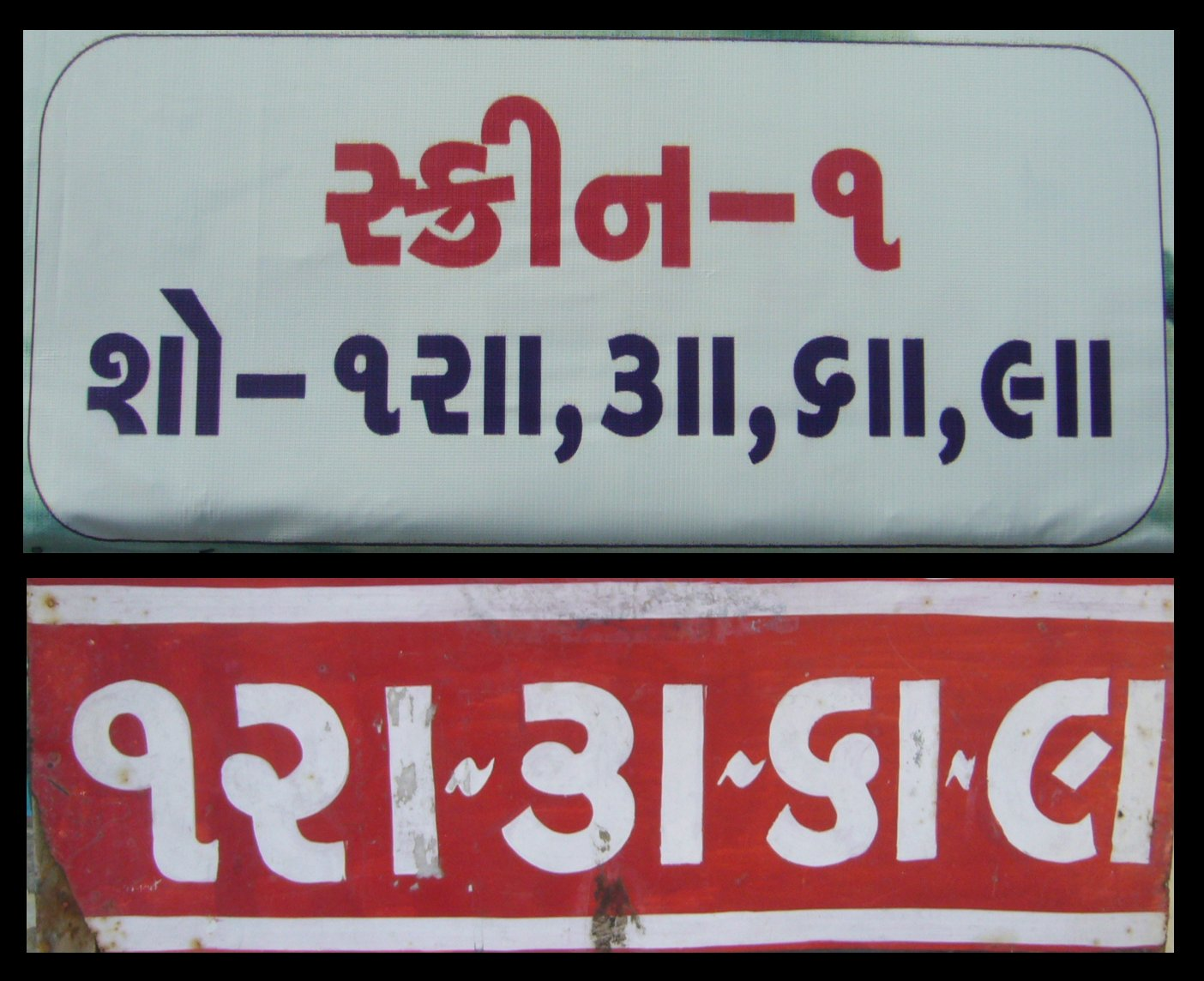
Horaires de cinémas gujaratis indiquant respectivement 12 h 30, 3 h 30, 6 h 30, 9 h 30, 12 h 15, 3 h 15, 6 h 15 et 9 h 15.

Il existe également des symboles pour « et quart », « et demi » et « (et) trois quarts », qui sont suffixés au nombre qu’ils modifient. « Un quart », « un demi » et « trois quarts » s’écrivent en suffixant le chiffre zéro. Ces symboles sont constitués d’autant de barres verticales qu’il y a de quarts :
| Symbole | Signification     |
| ------- | ----------------- |
|         | et quart          |
|         | et demi           |
|         | (et) trois quarts |

## Variantes
En plus de légères différences esthétiques dans certains cas, l’écriture gujarati connaît des importantes variations dans la représentation du symbole ફ.
| Forme courante | Forme alternative |
| -------------- | ----------------- |
|                |                   |

## Ordre lexicographique
De même que l’alphabet latin suit l’ordre alphabétique, l’écriture gujarati suit un ordre, notamment utilisé dans les dictionnaires.
On a d’abord les voyelles dans l’ordre અ, આ, ઇ, ઈ, ઉ, ઊ, ઋ, એ, ઐ, ઓ, ઔ, puis  les consonnes dans l’ordre ક, ખ, ગ, ઘ, ઙ, ચ, છ, જ, ઝ, ઞ, ટ, ઠ, ડ, ઢ, ણ, ત, થ, દ, ધ, ન, પ, ફ, બ, ભ, મ, ય, ર, લ, વ, શ, ષ, સ, હ, ળ, le virāma implicite des combinaisons de consonnes, et enfin l’anusvāra et le visarga.

## Représentation informatique

### Unicode
| en fr  | 0 | 1 | 2 | 3 | 4 | 5 | 6 | 7 | 8 | 9 | A | B | C | D | E | F |
| ------ | - | - | - | - | - | - | - | - | - | - | - | - | - | - | - | - |
| U+0A80 |   | કઁ | કં | કઃ |   | અ | આ | ઇ | ઈ | ઉ | ઊ | ઋ | ઌ | ઍ |   | એ |
| U+0A90 | ઐ | ઑ |   | ઓ | ઔ | ક | ખ | ગ | ઘ | ઙ | ચ | છ | જ | ઝ | ઞ | ટ |
| U+0AA0 | ઠ | ડ | ઢ | ણ | ત | થ | દ | ધ | ન |   | પ | ફ | બ | ભ | મ | ય |
| U+0AB0 | ર |   | લ | ળ |   | વ | શ | ષ | સ | હ |   |   | ક઼ | ઽ | કા | કિ |
| U+0AC0 | કી | કુ | કૂ | કૃ | કૄ | કૅ |   | કે | કૈ | કૉ |   | કો | કૌ | ક્ |   |   |
| U+0AD0 | ૐ |   |   |   |   |   |   |   |   |   |   |   |   |   |   |   |
| U+0AE0 | ૠ | ૡ | કૢ | કૣ |   |   | ૦ | ૧ | ૨ | ૩ | ૪ | ૫ | ૬ | ૭ | ૮ | ૯ |
| U+0AF0 | ૰ | ૱ |   |   |   |   |   |   |   | ૹ | કૺ | કૻ | કૼ | ક૽ | ક૾ | ક૿ |

### Saisie

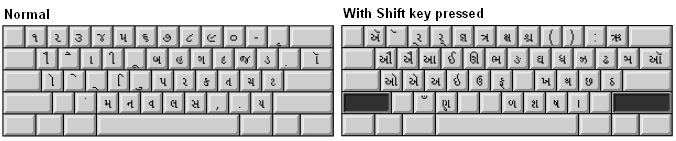
Disposition du clavier InScript pour l'alphasyllabaire gujarati. À gauche, le clavier normal. À droite, lorsque la touche Shift est activée.

Le clavier InScript (abréviation de l'anglais Indic Scripts qui signifie Écritures Indiennes) est un clavier standardisé par le gouvernement indien. Il en existe 12 variantes, adaptées à 12 systèmes d'écriture indiens dont l'alphasyllabaire gujarati.

Il est aussi possible de convertir du texte de l'alphabet latin à l'alphasyllabaire gujarati sur certains sites web.

## Transcriptions
Les textes écrits avec l'alphasyllabaire gujarati peuvent aussi être écrits avec les systèmes d'écriture suivants :
- La romanisation ISO 15919[35],[36], qui propose une romanisation avec des diacritiques et une romanisation adaptée au système à 7 bits de l'ASCII.
- La cyrillisation, qui n'est pas officielle[37].
- La devanagari, système d'écriture authentique du sanskrit qui est parfois retranscrit en écriture gujarati.
- Le braille[38].

### Tableau
Voici un tableau montrant les différentes transcriptions (les voyelles et les consonnes obsolètes sont surlignées en rouge) :
| Gujarati | ISO 15919 | ASCII | Cyrl | Deva | Braille |
| -------- | --------- | ----- | ---- | ---- | ------- |
| અ        | a         | A     | а    | अ    |         |
| આ        | ā         | a     | а    | आ    |         |
| ઇ        | i         | i     | и    | इ    |         |
| ઈ        | ī         | ii    | и    | ई    |         |
| ઉ        | u         | u     | у    | उ    |         |
| ઊ        | ū         | uu    | у    | ऊ    |         |
| ઋ        | r̥         | , r   | ри   | ऋ    |         |
| ૠ        | r̥̄         | ,rr   | ри   | ॠ    |         |
| ઌ        | l̥         | ,l    | ли   | ऌ    |         |
| ૡ        | l̥̄         | ,ll   | ли   | ॡ    |         |
| એ        | ē         | ee    | э    | ए    |         |
| ઐ        | ai        | ai    | ай   | ऐ    |         |
| ઓ        | o         | o     | о    | ओ    |         |
| ઔ        | au        | au    | ау   | औ    |         |
| ઍ        | ê         | ^e    | э    | ऍ    |         |
| ઑ        | ô         | ^o    | о    | ऑ    |         |
| ક        | k         | k     | к    | क    |         |
| ખ        | kh        | kh    | кх   | ख    |         |
| ગ        | g         | g     | г    | ग    |         |
| ઘ        | gh        | gh    | гх   | घ    |         |
| ઙ        | ṅ         | ;n    | нг   | ङ    |         |
| ચ        | c         | c     | ч    | च    |         |
| છ        | ch        | ch    | чх   | छ    |         |
| જ        | j         | j     | дж   | ज    |         |
| ઝ        | jh        | jh    | джх  | झ    |         |
| ઞ        | ñ         | ~n    | нь   | ञ    |         |
| ટ        | ṭ         | .t    | т    | ट    |         |
| ઠ        | ṭh        | .th   | тх   | ठ    |         |
| ડ        | ḍ         | .d    | д    | ड    |         |
| ઢ        | ḍh        | .dh   | дх   | ढ    |         |
| ણ        | ṇ         | .n    | н    | ण    |         |
| ત        | t         | t     | т    | त    |         |
| થ        | th        | th    | тх   | थ    |         |
| દ        | d         | d     | д    | द    |         |
| ધ        | dh        | dh    | дх   | ध    |         |
| ન        | n         | n     | н    | न    |         |
| પ        | p         | p     | п    | प    |         |
| ફ        | ph        | ph    | пх   | फ    |         |
| બ        | b         | b     | б    | ब    |         |
| ભ        | bh        | bh    | бх   | भ    |         |
| મ        | m         | m     | м    | म    |         |
| ય        | y         | y     | й    | य    |         |
| ર        | r         | r     | р    | र    |         |
| લ        | l         | l     | л    | ल    |         |
| ળ        | ḷ         | .l    | л    | ळ    |         |
| વ        | v         | v     | в    | व    |         |
| શ        | ś         | ;s    | ш    | श    |         |
| ષ        | ṣ         | .s    | ш    | ष    |         |
| સ        | s         | s     | с    | स    |         |
| હ        | h         | h     | х    | ह    |         |
| ક્ષ       | kṣ        | k.s   | кс   | क्ष   |         |
| જ્ઞ       | jñ        | j~n   | джнь | ज्ञ   |         |
| ્         | ∅         | ∅     | ∅    | ्     |         |
| ં         | ṁ         | ;m    | м    | ं     |         |
| ઃ         | ḥ         | .h    | х    | ः     |         |